# 세하두

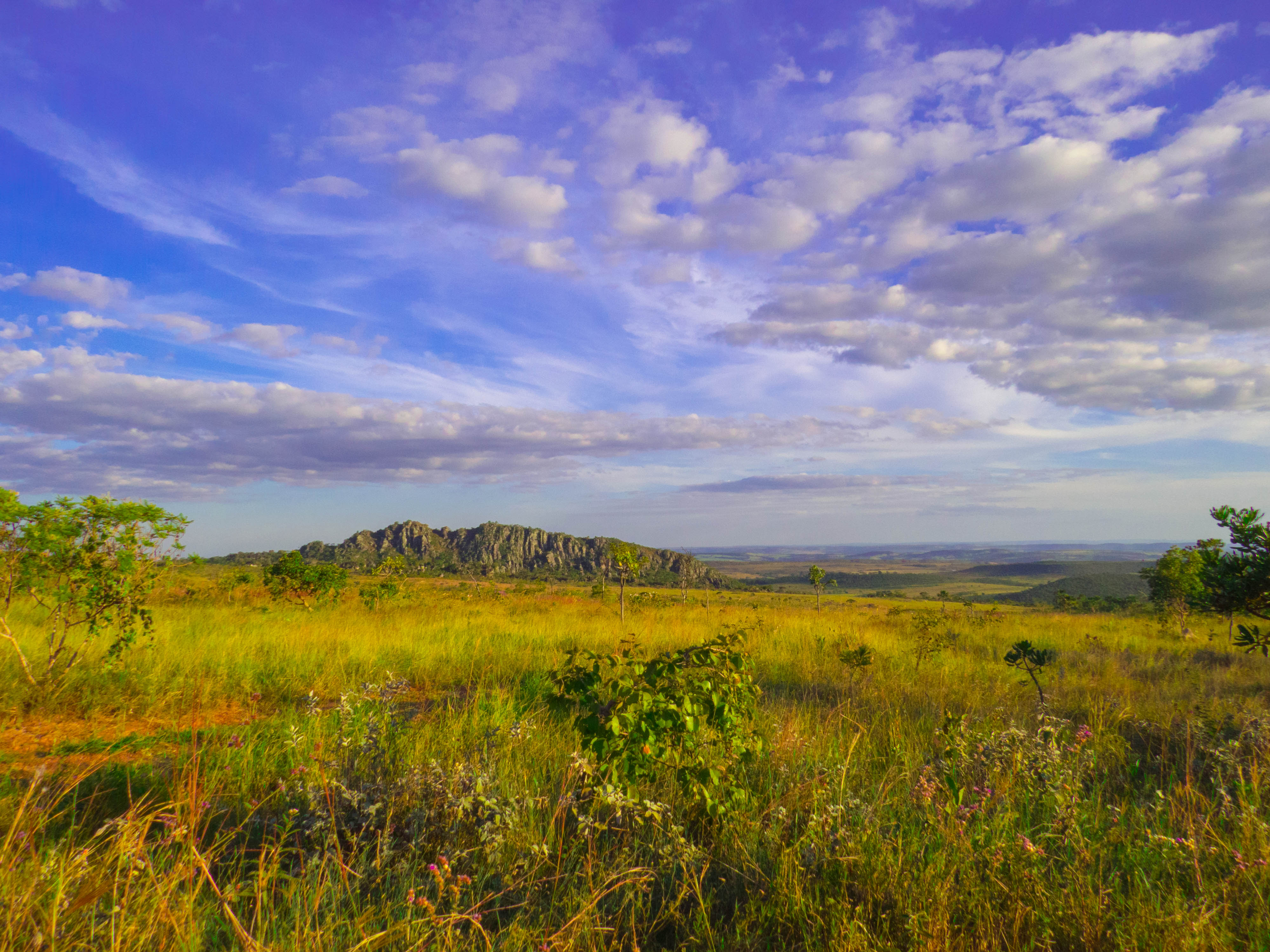

세하두(Cerrado)는 브라질의 열대 사바나 지형이다. 세하두는 브라질 동부에 있는 열대 사바나의 광대한 생태 지역으로 고이아스, 마투그로수두술, 마투그로수, 토칸틴스, 마라냥, 피아우이, 바이아, 미나스제라이스, 상파울루주, 파라나 및 연방 지구에 존재한다. 세하두 생물 군계의 핵심 지역은 브라질 고원인 플라날토(Planalto)이다. 세하두의 주요 서식지 유형은 산림 사바나, 숲이 우거진 사바나, 공원 사바나 및 벼과목이 우거진 사바나로 구성된다. 세하두에는 사바나 습지와 갤러리 숲도 포함되어 있다.
아마존 열대 우림 다음으로 브라질의 주요 서식지 유형 중 두 번째로 큰 세하두는 브라질 육지 면적의 전체 21%를 차지한다(파라과이와 볼리비아까지 약간 확장됨). 세하두의 200만km2 면적 중 약 75%가 개인 소유이다.
방대한 양의 연구에 따르면 세하두는 모든 열대 사바나 지역 중 가장 부유한 지역 중 하나이며 높은 수준의 고유성을 갖고 있는 것으로 나타났다. 세계자연기금(World Wide Fund for Nature)은 세하도를 엄청난 범위의 식물과 동물 생물 다양성으로 특징지어 약 10,000종의 식물종과 10종의 고유종 조류가 서식하는 세계에서 생물학적으로 가장 풍부한 사바나로 선정했다. 세하두에는 약 200종의 포유류가 있지만 고유종은 14종에 불과하다. 하지만 개인 소유의 비중이 커서 보호가 어렵다.

## 같이 보기
- 세하두쥐속